# Charles Southwood
Charles Southwood (* 30. August 1937 in Los Angeles, Kalifornien; † 8. April 2009 in Grants Pass, Oregon) war ein US-amerikanischer Schauspieler.

## Leben
Southwood zog mit seiner Familie 1945 nach Oregon und besuchte die Oregon State University, wo er den Abschluss in Philosophie erlangte. Nach seiner Studienzeit reiste er nach Lyon, wo er zunächst als Dockarbeiter und später, nach seiner Heirat, drei Jahre lang als Versicherungsagent arbeitete.
1966 wurde er als Körper-Double für Lex Barker verpflichtet und gelangte so zu Rollen für das französische Fernsehen sowie in internationalen Filmen, meist italienischen Spaghettiwestern oder französischen Kriminalfilmen. Ende der 1970er Jahre zog er sich vom Filmgeschäft zurück und gründete im Nordwesten der USA das Unternehmen „Death Tobacco“, das Zigaretten unter der Marke „Death“ vertreibt und dem er lange Jahre als Präsident vorsteht.

## Filmografie (Auswahl)
- 1968: Bekreuzige Dich, Fremder (Straniero… fatti il segno della Croce!)
- 1968: Mein Leben hängt an einem Dollar (Dai nemici mi guardo io!)
- 1970: Django und Sabata – wie blutige Geier (C'è Sartana… vendi la pistola e comprati la bara)
- 1970: Drei Halunken und ein Halleluja (Roy Colt & Winchester Jack)
- 1971: Man nennt mich Halleluja (Testa t'ammazzo, croce… sei morto! Mi chiamano Alleluja)
- 1971: Ohne Skrupel (La saignée)
- 1971: Ein toller Bluff (Il était une fois un flic…)
- 1972: Die Superlady (Elle cause plus… elle flingue)